# Абьян (эмират)
Исламский эмират Абьян — эмират, провозглашённый исламистами на территории йеменской мухафазы Абьян в марте 2011 года.

## Политическая ситуация, в которой возник эмират
Регион Абьян, наряду с городом Аденом, является историческим местом, где наиболее последовательно развивается радикальное исламистское движение, получившее обобщённое название «Аль-Каида на Аравийском полуострове», во главе которого стоят лидеры бывшей «Армии освобождения Адена и Абъяна».
Переход южных районов Йемена под контроль исламистов и провозглашение ими исламского эмирата в мухафазе Абьян в конце марта 2011 года произошёл в ситуации развала государственно-властных институтов, последовавшего за массовыми акциями протеста против режима президента Али Абдаллаха Салеха («Революция в Йемене (2011—2012)»).

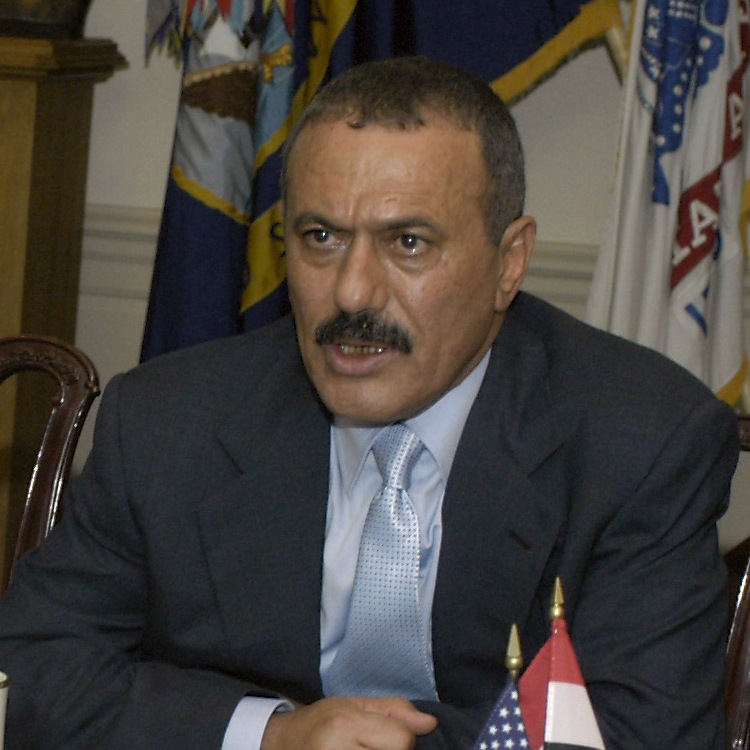
Бывший президент Йемена Али Абдалла Салех, фактически санкционировавший захват моджахедами Абьяна

### Абьян посреди политических интересов президента Салеха
Исследователи отмечают, что возрастание исламистской угрозы на юге Йемена было и остаётся выгодным, прежде всего, самому бывшему президенту Салеху, при прямом содействии которого в руки экстремистов перешли правительственные оружейные склады (и на севере и на юге Салех фактически оставил «бесхозными» склады с вооружением, которыми без труда завладели исламисты), а затем и населённые пункты юга (в том числе, Зинджибар), и который тайно спонсирует основные группировки, получившие контроль над южными районами Йемена. Находясь у власти, Салех пытался демонстрацией укрепления позиций исламистов на юге республики выторговать у США выделение ему дополнительных средств на борьбу с экстремизмом и одновременно оправдать применение вооружённых сил против оппозиции. С этой точки зрения, провозглашение в Абьяне исламского эмирата и захват моджахедами Зинджибара стали итогом длительного манипулирования Салехом исламистскими группировками Йемена, в том числе аравийским отделением Аль-Каиды (это подтвердил, в частности, генерал Али Мохсен аль-Ахмар).

### Шейх аль-Фадли и расстановка антиправительственных сил
После эвакуации серьёзно раненного при покушении 3 июня 2011 г. Салеха в Саудовскую Аравию, вооружённые отряды «Ансар аш-Шариа» («Сторонники шариата») были использованы им для усиления хаоса и исламистской угрозы на юге страны. Целью Салеха было показать Вашингтону, что без него страна попадёт под контроль экстремистов. Эту же политику Салех продолжает и после ухода с поста президента республики. Приход к власти Аль-Хади, влекущий для местной элиты Абьяна передел как властных полномочий, так и полномочий собственности, вызвал неоднозначную реакцию старой элиты Абьяна.
В итоге, начиная с января 2011 года на юге Йемена, прежде всего, в муфахазе Абьян сформировался довольно разнородный альянс исламистов, среди которых «Аль-Каида» играет отнюдь не ведущую роль. Исследователи выделяют четыре вполне самостоятельные исламистские группы, ведущие войну с правительственными войсками за установление шариатского правопорядка на юге Йемена (прежде всего, в Абьяне). Во-первых, это профессиональные моджахеды, прибывшие из Пакистана, Саудовской Аравии, Сомали и самого Йемена (многие прибыли из третьих стран через аденский аэропорт как туристы). Во-вторых, это недавно созданная группировка «Ансар аш-Шариа» («Сторонники шариата»), за которой стоит родственник Салеха шейх Тарик аль-Фадли, сын и наследник последнего султана Фадли. Последнее обстоятельство обеспечивает шейху Тарику в силу родоплеменных отношений фактически монопольное влияние на процессы, происходящие в Абьяне. Несмотря на то, что Тарик аль-Фадли долгое время публично дистанцировался от Аль-Каиды, очевидно, что никакая активность радикальных исламистов в Абъяне без его воли нереальна. Судя по всему, Аль-Фадли стоит и за племенными группами сторонников государственной независимости Абьяна, составляющими третью антиправительственную силу, которая не содержит ярко выраженной исламистской направленности. Наконец, в-четвёртых, это «Ансар Харак» — группировка бывших военных, спонсируемая, в том числе, бывшим руководителем НДРЙ Али Салемом аль-Бейдом. «Ансар Харак» выступает за независимость всего Юга и воссоздание НДРЙ. Финансирование шейх Тарик аль-Фадли и «Ансар Харак» получают, в основном, от бывшего президента Али Абдаллаха Салеха, который тем самым старается максимально дестабилизировать ситуацию, затрудняя становление новых властей. «Ансар Харак», кроме того, в пику Саудовской Аравии финансируется Ираном.

### Позиция местных племён
Неоднозначна позиция местных племён Абьяна, исторически настроенных против режима Салеха. В самом начале войны за отделение Абьяна племена поддержали исламистов и оказали существенную помощь моджахедам, которые из тактических соображений проявляли лояльность к племенным традициям, однако после того как моджахеды стали слишком самостоятельными, шейхи южных племён повернули оружие против них. По мере увеличения количества и боеспособности сил исламистов, они начали реализовывать свою собственную идеологическую линию, вступившую в противоречие с нормами местного родоплеменного сообщества. Шейх аль-Джадани не без основания заявил, что режим Салеха и «Аль-Каида» — две стороны одной медали. Поток беженцев в близлежащие населённые пункты, вызванный захватом Зинджибара, встретил отрицательную реакцию со стороны местных племён. Шейх населяющего Абьян племени балид Абдаллах Балиди обратился к местным кланам, особенно к племени аль-Фадл, объединиться против исламистов. Местные кланы во многом вследствие симпатии к сражающейся в окружении моджахедов 25-й бригаде присоединились к военным.

## Хроника развития событий

Политическая карта Йемена (7 июля 2011): красным отмечены районы, контролируемые исламистами.

27 марта 2011 года йеменский корреспондент исламского форума «Ансар» сообщил о захвате исламистами мухафазы Абьян и провозглашении там исламского эмирата:
...При поддержке племенных старейшин и местных мусульман в этом районе они освободили всю провинцию. Моджахеды захватили все военные базы, включая оружейный завод. После того, как моджахеды установили свой контроль над провинцией, тысячи людей вышли на улицы отпраздновать эту великую победу. Оттуда сообщают, что племенные старейшины провозгласили Исламский Эмират Абьян и что моджахеды готовятся к продвижению в соседние провинции.
25 мая 2011 года было предпринято первое нападение исламистов на город Зинджибар, административный центр мухафазы Абьян, которое было отбито. Однако вскоре республиканская гвардия, полиция и представители администрации покинули город, за ними последовали тысячи горожан.
27—29 мая 2011 года приблизительно 300 исламистов (моджахедов) захватили г. Зинджибар, они заняли опустевшие административные здания и взяли под контроль все выезды из города. В руки исламистов попала масса оружия, брошенного в полицейском управлении. Многие горожане утверждали, что Занджибар был намеренно оставлен правительственными войсками и чиновниками, оставившими военную технику и боеприпасы в дар исламистам. 25-я бригада армии Йемена во главе с генералом Мухаммедом аль-Савмали отказалась оставлять свои позиции и покинуть город. В результате она была окружена моджахедами, которые успели получить подкрепление до того, как вооружённые формирования местных племён отрезали дороги к городу. По заявлениям командования 25-й бригады, их подразделение не подчиняется ни правительству, ни оппозиции и будет бороться до конца, чтобы не допустить прорыва «Аль-Каиды» из Зинджибара в другие регионы страны.
30 мая 2011 г. самолёты ВВС Йемена нанесли удар по позициям исламистов в Зинджибаре. В тот же день моджахеды предприняли неудачную попытку штурма базы 25-й бригады, расположенной на восточной окраине города. На следующий день силы 25-й бригады попытались восстановить контроль над городом, однако им это не удалось.
Активность исламистов резко возросла после покушения на президента Салеха 3 июня 2011 года и его последующей эвакуации. Власть над Абьяном практически полностью перешла в руки исламистов во главе с сыном последнего султана Фадли Тариком аль-Фадли, лидером исламистской группировки «Ансар аш-Шариа» («Сторонники шариата»), которого с президентом Салехом связывают родственные и деловые отношения.

Политическая карта Йемена (23 октября 2011): красным отмечены районы, контролируемые исламистами.

7 июня 2011 года силы 25-й бригады вновь попытались установить контроль над Зинджибаром, но опять безуспешно.
11 июня 2011 года исламисты предприняли новую попытку штурма базы 25-й бригады, вновь неудачную.
В конце июня 2011 года исламисты распространили среди населения официальную прокламацию, в которой, помимо прочего, объявили о полной отмене всех незаконных налогов и сборов, установленных режимом Салеха, об установлении фиксированных цен на ряд продовольственных товаров первой необходимости, о наложении официального запрета на распространение печатных изданий с неподобающим содержанием. За несоблюдение предписаний данного документа объявлялась ответственность в соответствии с нормами Шариата. Кроме того, в этой прокламации населению обещалось в кратчайшие сроки решить проблемы нехватки воды и электроэнергии.
В это же самое время моджахеды предприняли штурм находившейся уже месяц в окружении 25-й механизированной бригады правительственных войск, дислоцированной на востоке Зинджибара.

Политическая карта Йемена (11 марта 2012): красным отмечены районы, контролируемые исламистами.

К середине июля 2011 г. шейх племени балид Абдаллах Балиди обвинил власти в заинтересованности в затягивании конфликта в Абьяне, соплеменники в городах Абьяна начали выдавливать исламистов, узнав о последствиях захвата Зинджибара. Против исламистов выступили отряды численностью до 450 человек, сформированные из местных племён. Один из племенных вождей Абьяна, шейх Ахмад ар-Рахви, достиг с командиром 25-й бригады соглашения об участии вооружённых формирований местных кланов на стороне военных. Племенное ополчение блокировало подходы к городу и перерезало моджахедам пути для подкрепления. В другом населённом пункте Абьяна, в г. Лавдар, формирования клана авазила успешно отразили наступление исламистов, захватив при этом значительное количество оружия и боеприпасов.
Ноябрь 2011 г.: моджахеды Ансар Аш-Шариа в Абьяне подвергли бичеванию 5 человек по подозрению в распространении наркотиков. После исполнения наказания в виде 80 ударов плетью молодых людей отпустили. Исламская группировка Ансар Аль-Шариа на протяжении нескольких месяцев приводит в исполнение показательные казни и наказания. Недавно в результате шариатской меры наказания в виде отрубания руки, погиб молодой человек, обвинённый в воровстве электрического кабеля. Наказание было приведено в исполнение в поле, недалеко от города Джаара, на глазах десятков свидетелей.
19 апреля 2012 года самолёты ВВС Йемена обстреляли город Шукра, целясь по резиденции шейха Тарика аль-Фадли.
7 июня 2012 года правительственные войска Йемена уничтожили 20 боевиков группировки «Ансар аш-Шариа» в предместьях города Джаар (южная провинция Абьян), в столкновениях также погибли пятеро выходцев из местных племён, воевавших на стороне властей. Удары по позициям боевиков наносили также вертолёты ВВС Йемена. Как заявили в минобороны, сейчас армии почти полностью удалось восстановить контроль над Зинджибаром.